# Markaz Abū Ḩammād
Markaz Abū Ḩammād (arabiska: مركز أبو حماد) är en region i Egypten.   Den ligger i guvernementet ash-Sharqiyya, i den norra delen av landet, 70 km nordost om huvudstaden Kairo.